# Jeremiah Azu
Jeremiah Azu (Rotterdam, 15 mei 2001) is een Britse atleet, die gespecialiseerd is in de sprint. Hij nam deel aan de Olympische Spelen van 2024; hierbij won hij een bronzen medaille op de 4 × 100 m estafette. Het jaar daarna op de Europese indoorkampioenschappen won hij de gouden plak op de 60 m in zijn geboorteland. Twee weken later tijdens de wereldindoorkampioenschappen werd hij kampioen op hetzelfde onderdeel.

## Levensloop
Als zoon van Ghanese ouders, verhuisde Azu op jonge leeftijd met zijn gezin naar Cardiff in Wales, waar hij opgroeide en al vroeg in aanraking kwam met atletiek. Azu sloot zich aan bij Cardiff Amateur Athletic Club (Cardiff AAC) en viel in zijn jeugd op door zijn snelheid en explosiviteit. Zijn geloof en familie speelden een belangrijke rol in zijn ontwikkeling en vormden een stabiele basis voor zijn carrière.

### Juniorencarrière
In zijn jonge jaren won Azu meerdere nationale titels in Wales en Engeland in de sprintnummers (60, 100 en 200 m). Zijn doorbraak kwam in 2021, toen hij goud behaalde op de 100 m tijdens de Europese U23-kampioenschappen met een tijd van 10,25 s.

### Doorbraak bij de senioren
In 2022 werd Azu nationaal kampioen op de 100 m in het Verenigd Koninkrijk in 9,90 met een rugwind van 2,5 m/s. Tijdens de Europese kampioenschappen in München won hij een bronzen medaille op de 100 m en een gouden medaille op de 4 × 100 m estafette met het Britse team, dat verder bestond uit Zharnel Hughes, Jona Efoloko en Nethaneel Mitchell-Blake.
In 2023 behaalde hij brons op de EK voor landenteams en werd hij opnieuw Europees U23-kampioen op de 100 m in Espoo. Een historisch moment volgde op 25 mei 2024, toen Azu in Leverkusen de 100 m liep in 9,97. Hiermee werd hij de eerste Welshman die onder de 10 seconden liep onder legale omstandigheden.

### Olympische Spelen 2024
Azu nam deel aan de Olympische Spelen van 2024 in Parijs. Hij kwam uit op de 100 m, maar werd helaas gediskwalificeerd wegens een valse start in de series. Later in het toernooi wist hij deze teleurstelling om te zetten in een bronzen plak, die hij op de 4 × 100 m estafette veroverde samen met zijn ploeggenoten Louie Hinchliffe, Nethaneel Mitchell-Blake, Zharnel Hughes en Richard Kilty.

### Hoogtepunten in 2025
In 2025 beleefde Azu zijn meest succesvolle indoorseizoen. Hij werd Europees en wereldindoorkampioen op de 60 m, beide keren in een tijd van 6,49. Daarmee evenaarde hij het Welshe record van Colin Jackson.

### Persoonlijk leven
In 2025 werd Jeremiah Azu vader van een zoon, Azaire. Hij noemt zijn geloof en familie belangrijke steunpilaren in zijn leven en sportieve loopbaan.

## Titels
- Wereldindoorkampioen 60 m - 2025
- Europees kampioen 4 × 100 m – 2022
- Europees indoorkampioen 60 m – 2025
- Europees kampioen U23 100 m – 2021, 2023
- Brits kampioen 100 m – 2022
- Brits indoorkampioen 60 m – 2024, 2025

## Persoonlijke records
Outdoor
| Onderdeel | Prestatie          | Datum        | Plaats     |
| --------- | ------------------ | ------------ | ---------- |
| 100 m     | 9,97 s (+1,4 m/s)  | 25 mei 2024  | Leverkusen |
| 200 m     | 20,83 s (+0,3 m/s) | 29 juni 2025 | Cardiff    |

Indoor
| Onderdeel | Prestatie | Datum            | Plaats    |
| --------- | --------- | ---------------- | --------- |
| 60 m      | 6,49 s    | 8 maart 2025     | Apeldoorn |
| 200 m     | 21,25 s   | 24 februari 2019 | Sheffield |

## Palmares

### 60 m
- 2023: 6e EK indoor – 6,58 s
- 2024:  Britse indoorkamp. – 6,60 s
- 2025:  Britse indoorkamp. – 6,56 s
- 2025:  EK indoor – 6,49 s
- 2025:  WK indoor – 6,49 s

### 100 m
- 2021:  EK U23 in Tallinn – 10,25 s (-0,3 m/s)
- 2022: 5e Gemenebestspelen – 10,19 s (-0,9 m/s)
- 2022:  Britse kamp. – 9,90 s (+2,5 m/s)
- 2022:  EK – 10,13 s (+0,2 m/s)
- 2023:  EK voor landenteams in Chorzów – 10,16 s (+0,6 m/s)
- 2023:  EK U23 in Espoo – 10,05 s (+2,1 m/s)

### 4 × 100 m
- 2022:  EK – 37,67 s
- 2023: 4e WK – 37,80 s
- 2024:  OS - 37,61 s